# Éva Geiszhauer
Éva Geiszhauer (Szekszárd, 7 marzo 1951) è un'ex cestista ungherese.

## Carriera
Con l'Ungheria ha disputato i Campionati europei del 1970.